# Aktív intézkedések
Az aktív intézkedések (oroszul: активные мероприятия; angolul: active measures) a titkosszolgálatnak az idegen államok kormányzatának és társadalmának befolyásolására irányuló, kezdeményező jellegű tevékenysége, megkülönböztetve a szűkebben vett hírszerzéstől, ami információk megszerzését célozza, és így passzívnak tekinthető. Az aktív intézkedések a hírszerzés egész történetének részét alkották és a ma működő nagy titkosszolgálatok is széles körben alkalmazzák azokat, eltérően attól a nyugati propagandában kialakított képtől, miszerint ez a szovjet hírszerzés, konkrétan a KGB találmánya és egyedül általa alkalmazott eszköze lett volna. Ennek ellenére a kifejezés a nemzetközi szóhasználatban elsősorban a hidegháború alatti szovjet hírszerző tevékenységhez kötődik.
Az aktív intézkedések skálája nagyon széles, a álhírek terjesztésétől egészen a célzott likvidálásokig, gyilkosságokig terjed, mint a KGB, illetve utódszervezetei akciói a Nyugaton élő disszidensek, átálló hírszerzők ellen, vagy a CIA kísérletei Fidel Castro megölésére. Az egyes államok társadalmi rendszerének megváltoztatására irányuló nagyobb akciók, kívülről szervezett puccsok (Irán, Nicaragua, Chile és sok más) már inkább a felforgatás fogalomkörébe tartoznak.

## Terminológiai kérdések
Az „aktív intézkedések” kifejezése a szovjet titkosszolgálatok gyakorlatában alakult ki egyfajta fedőnévként az egyébként a titkosszolgálatok által széles körben alkalmazott tevékenységre. A Nyugatra átállt volt szovjet hírszerzők ismertették – az őket befogadó nyugati titkosszolgálatok aktív támogatásával – ezt a gyakorlatot a közvélemény számára, ekkor vált közkeletűvé az angol fordítása (active measures) és így alakult ki az a kép, hogy itt egyfajta kizárólagos szovjet gyakorlatról van szó. A kifejezés és a gyakorlati tevékenység modern amerikai megfelelője a covert operation (kb. „álcázott művelet”). A titkosszolgálatok azonban, éppen tevékenységük titkainak megőrzése érdekében és ebből következően, a különböző országokban sajátos nyelvezetet alakítottak ki, amelyekben a kifejezések egymással pontosan nem feleltethetők meg, csakúgy, ahogy szervezeti felépítésük is gyakran lényegesen különbözik egymástól, annak ellenére, hogy tartalmilag lényegében azonos feladatokat látnak el. Aktív intézkedéseket gyakran alkalmaztak a lélektani hadviselés keretében.

## Története
A hírszerzés ősi mesterségének története a kezdetektől bővelkedik olyan példákban, amikor az ellenfél soraiba bejutott ügynökök feladata nem csak hírek, információk szerzése, hanem az ellenséges állam döntéshozatalának befolyásolása is volt. Már Szun-ce is megemlíti a kémek különböző fajtái között a belső kémet, akinek értelemszerűen ilyen feladatai is lehettek.
Az ókori Kelet kisebb-nagyobb államai közötti küzdelmekben csakúgy, mint például a középkori Itália városállamaiban gyakori volt a palotaforradalmak szítása egymás hatalmi központjaiban, vagy a rémhírek terjesztése az ostromlott várak védői között, amik modern kifejezéssel aktív intézkedéseknek számítanak.
Klasszikus példája az aktív intézkedéseknek a második világháborúban az angolszász szövetségesek által kidolgozott és végrehajtott bonyolult művelet-sorozat, az Operation Fortitude(en), amire a normandiai partraszállást megelőzően került sor a németek félrevezetése érdekében.
Az aktív intézkedések addig példátlan méretű és állandósult használatára a hidegháború idején került sor a „kommunista országok” és a „szabad világ” között, vagy keleti szóhasználattal a „szocialista tábor” és az „imperialista országok” között. A két fő ellenfél természetesen a Szovjetunió és az Egyesült Államok, illetve e két állam külföldi titkosszolgálatai voltak, de a kisebb szövetséges országok hírszerző szolgálatai is részt vállaltak ebben a tevékenységben.
A CIA által irányított Szabad Európa Rádió nagy szerepet vállalat a kommunista diktatúrák elleni harcban, tevékenysége a lélektani hadviselés mellett sok szempontból érinti az aktív intézkedések területét is.
A nyugati titkosszolgálatok ugyancsak a lélektani hadviselés keretében végrehajtott aktív intézkedésként az ötvenes évek első felében tömegével bocsátottak fel léggömböket főleg Csehszlovákia és Magyarország fölé ellenállásra, felkelésre biztató, részletesen kidolgozott propaganda-anyagokkal.
A szovjet részről a KGB és a GRU által végrehajtott legfontosabb ilyen tevékenység a nyugati országokban spontán létező békepárti társadalmi szervezetek tevékenységének támogatása, ösztönzése, illetve időnként ilyen szervezetek létrehozása is. (A nyugati országok kommunista pártjainak felhasználása titkosszolgálati célokra a még a két világháború között szerzett tapasztalatok szerint erősen kontraproduktív volt, ezért azt idővel szigorúan megtiltották.)
Kennedy meggyilkolását mindkét fél igyekezett a saját céljaira felhasználni. A KGB – természetesen közvetítők révén – olyan információkat terjesztett, amelyek H. L. Hunt, erősen jobboldali amerikai olajmágnás bűnösségét bizonyították volna, míg az Egyesült Államok részéről Lee Harvey Oswald kubai és szovjet kapcsolatait domborították ki.
1983-ban a szovjet titkosszolgálatok kezdték terjeszteni azt az elméletet, hogy az AIDS-vírus amerikai laboratóriumokban született a biológiai fegyverek kikísérletezésére irányuló munka során és onnan véletlenül szabadult el. A művelet „sikeres” volt, ez a felvetés sokáig, világszerte divatos összeesküvés-elméletté vált.